# Ötvenhatosok tere
Az Ötvenhatosok tere, korábbi nevén: Felvonulási tér hosszan elnyúló, téglalap alakú teresedés a budapesti XIV. kerületben, a Dózsa György út mentén, a Városliget szélén. Nem hivatalos elnevezés, ilyen közterületnevet a fővárosi közterületnév jegyzék nem tartalmaz, csak szájhagyomány útján jött létre. A Magyar Népköztársaság idején ezen a téren tartották a legnagyobb kommunista állampárti tömegrendezvényeket, katonai díszszemléket és felvonulásokat a nemzeti ünneppé nyilvánított napokon, május 1-jén, november 7-én és április 4-én. 1951-től itt állt az 1956-os forradalom idején ledöntött Sztálin-szobor. 2022-ben a Liget Budapest keretében az ötvenhatos emlékmű két oldalán, az egykori parkolóterületen építették fel a Néprajzi Múzeum új épületét.

## A tér kialakításának előzményei
A Városligetnek a hajdan a Damjanich utca és a Keleti pályaudvar között elterülő munkásnegyedhez, a „Csikágóhoz” közeli szakasza régóta szolgálta a munkásmozgalmi célokat. 1890-ben például helyett adott az az első hazai május elsejére összegyűlt hatvanezres tömegnek. A tér kialakítása előtt, az 1950-es években négy objektum helyezkedett el a Városligetnek ezen a részén. A Városligeti fasor bejáratával szemben a pályázatnyertes Kisfaludi Strobl Zsigmond tervei alapján Madách Imre szobrát tervezték felállítani, de 1938-ra csak a szobortalapzatig jutottak, a szobor sosem készült el.

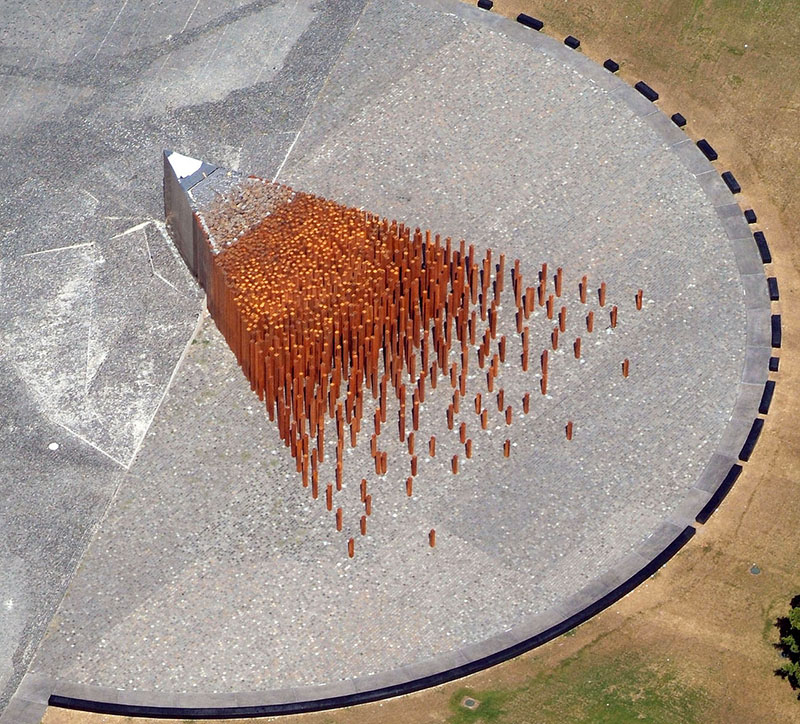
Az 56-os emlékmű légifelvétele

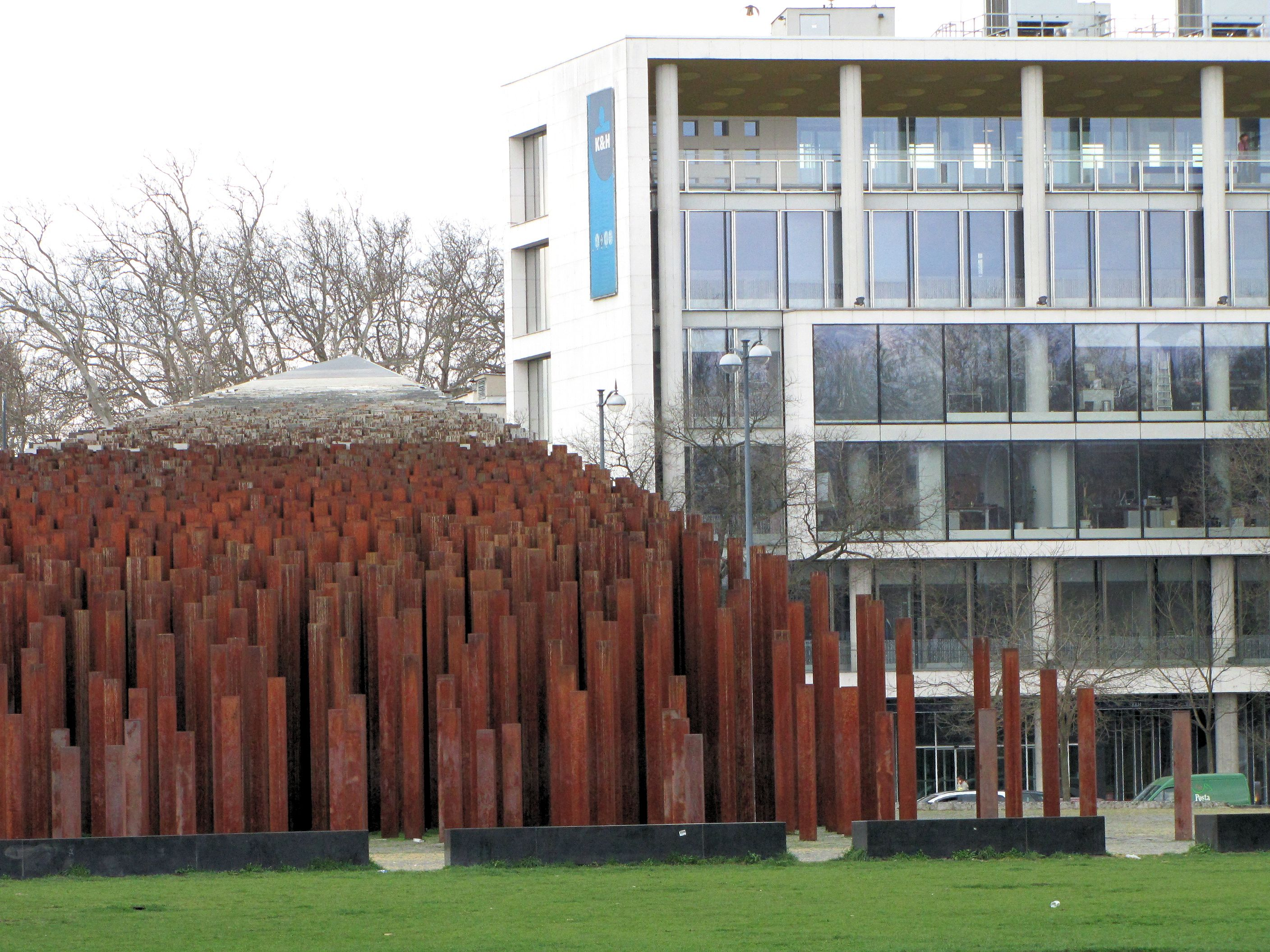
Az 56-os emlékmű a Városliget felől nézve

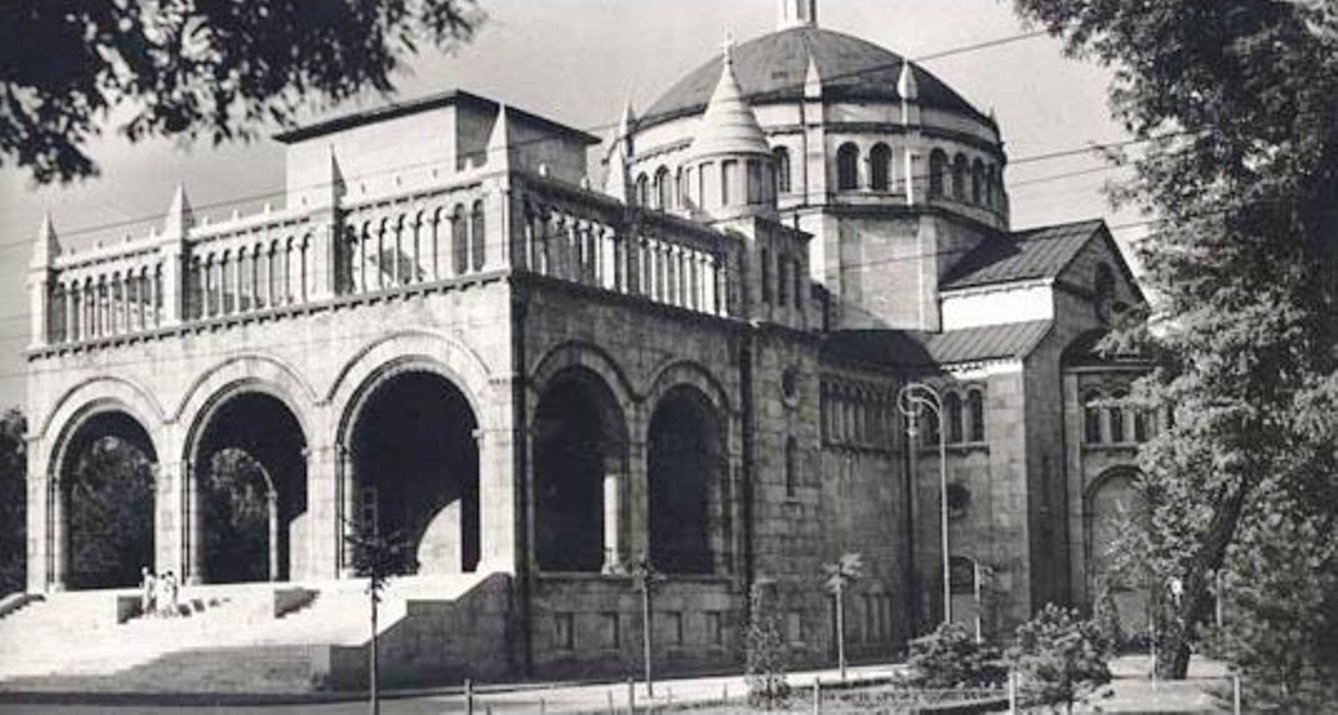
A Felvonulási tér építését megelőzően lerombolt Regnum Marianum Hivatalos nevén Magna Domina Hungarorum, azaz Magyarok Nagyasszonya templom

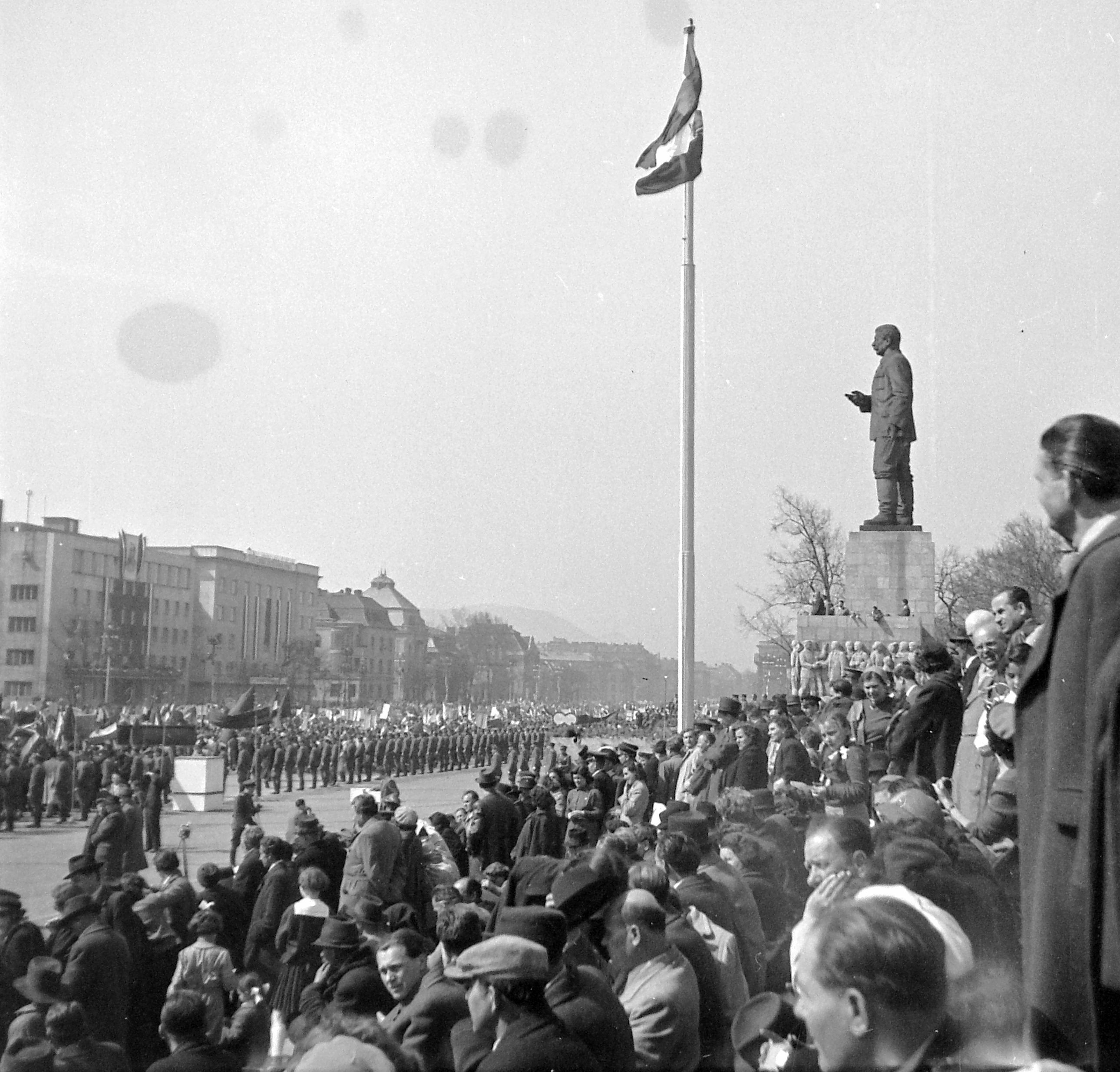
Egy kommunista tömegrendezvény 1955-ben a Felvonulási téren felállított Sztálin-szoborral (Fortepan)

A Damjanich utca tengelyében, a Liget szélén épült fel a Magyarok Nagyasszonya templom, amelyet az építtető (a Damjanich u. 50. számú bérházban működő) egyesület a Regnum Marianum Katolikus Közösség Egyesület neve alapján „Regnum Marianum” névvel illettek. A 75×37,5 méter alapterületű, görögkereszt alakú templom 1926–30 között épült, neobizánci stílusban, Kotsis Iván tervei alapján. A huszonöt méter magas kupola tetején a Szent Korona mását helyezték el. Zömök tornyát az árkádos előtér fölé tervezték, ám soha nem készült el. A nagy gazdasági világválság miatt a templombelső díszítésére sem jutott pénz, így meglehetősen puritán maradt. Az alagsorban helyezték el az egyesület irodáit és a közösségi helyiségeket. A templom alapító okiratából kiderül, hogy az építtetők az 1919-es tanácsköztársasági eseményekre reagálva, és a trianoni területvesztésre is emlékezve emelték.
A templomtól nem messze, a Damjanich utca és a Dózsa György út kereszteződésénél 1938-ban állították fel a Deák-párti politikus és újságíró, Csengery Antal szobrát. Csiszér János alkotását, az életnagyságnál valamivel nagyobb bronzszobrot talapzatostul áthelyezték az Almássy térre 1950-ben.
A Dózsa György út és az Ajtósi Dürer sor találkozásánál a Vágó László tervezte Városligeti Színkör épülete terpeszkedett. Elődjét, a favázas Arénát 1879-ben nyitotta meg Feld Zsigmond, műsora javarészt operettekből állt. A balesetveszélyes épületet 1908-ban építették át kőszínházzá. A következő évtől Fővárosi Városligeti Színház, majd 1912-től Budapesti Színház néven működött. 1934-ben az épület néhány hónapig az Aréna Filmszínháznak adott helyet, majd a Dembinszky utcából ideköltöző Erzsébetvárosi Színház keltette új életre. A háború után a Szabad Színpad és a Béke Színház otthonául szolgált. A bécsi szecesszió elegáns, visszafogott modorában tervezett házat Vágó saját motívumaival gazdagította – a legjellegzetesebbek ezek közül a magas, vékony ablaksorok és a főbejárat Zsolnay-majolikával ékített kapuíve.

## A tér kialakítása
A budapesti Törvényhatósági Bizottság 1949. december 20-án hozta meg határozatát, amely szerint „1. Budapest legszebb útját, az Andrássy utat Joszif Visszarionovics Sztálin generalisszimuszról, az egész haladó és békére törekvő emberiség lángeszű vezéréről Sztálin útnak nevezi el; 2. Sztálin generalisszimuszról művészi kivitelben és méretben méltó emlékművet készíttet és állíttat fel a főváros erre legméltóbb és legalkalmasabb helyén, a határozati javaslat elfogadásától számított egy esztendőn belül; 3. Budapest erre alkalmas és méltó helyén felállítja annak a szobornak a másolatát, melynek eredetijét a magyar nép hálája jeléül ajándékozta Sztálin generalisszimusznak születésnapjára”. Noha a Képző- és Iparművészeti Szövetség 1950. január 14-re datált szakvéleménye már a Városliget Vilma királynő útra (azaz a mai Városligeti fasorra) néző területét javasolja helyszínként, a szobrászati pályázatot később mégis konkrét hely- és anyagmegjelölés nélkül írták ki. Ugyanezen szakvélemény alapján biztosított a Polgármesteri Hivatal a „pályázati költségekkel és területrendezéssel” együtt 350 000 forintot a célra, az ekkor ötméteresre tervezett emlékműnek. (Ez az összeg végül 27-szeresére, közel 9,5 millió forintra nőtt.) A kétfordulós pályázaton Mikus Sándor aratott győzelmet, aki úgy kezdett dolgozni művén, hogy annak helyszíne még nem volt végleges.
A tér kiképzéséről és a talapzat tribünként való használatáról végül több kör után csak 1951. július 4-én született döntés. Ekkor határozták el, hogy 360 méter hosszan 85 méterre szélesítik a Dózsa György utat, a szobrot 75 méter mélyen állítva fel a térben. A szobor 1951. december 16-ára szervezett avatásáig elbontották az útba eső építményeket (1951-ben a Regnum Marianum templomot, 1952-ben a Városligeti Színházat, valamint egy villamos-végállomást is), kivágták a fákat, felépítették a talapzatot, ideszállították a szobrot, kövezetet és egyedi, 8+1 gömblámpás kandelábereket állítottak fel. A térrendezés Gebhardt Béla tervei szerint készült; összesen 60 ezer négyzetméter kő, 48 ezer négyzetméter beton és 10 ezer négyzetméter aszfaltburkolatot terítettek le. Az Ajtósi Dürer sor a Dózsa György út és a Hermina út közötti szakaszon ekkor kapott vasbeton burkolatot. 1952 októberében a Dózsa György út Thököly út és a Podmaniczky utca közötti szakaszán elbontották a villamospályát. A Jászai Mari tér és a Népliget között a 75-ös trolibusz 1954 decemberében indult meg.

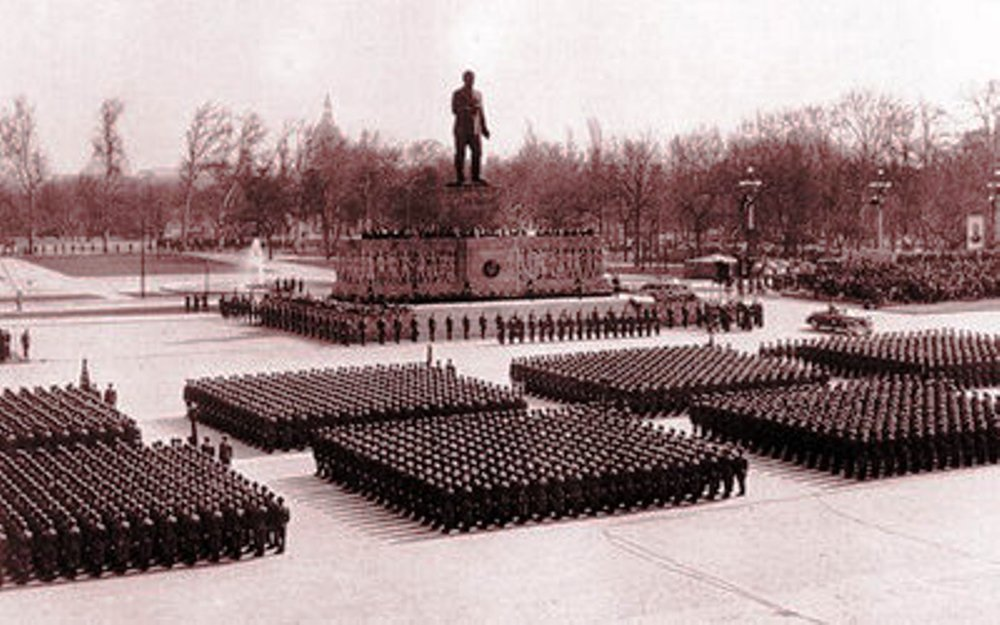
Felvonulás a Sztálin-szobor előtt az 1950-es évek első felében

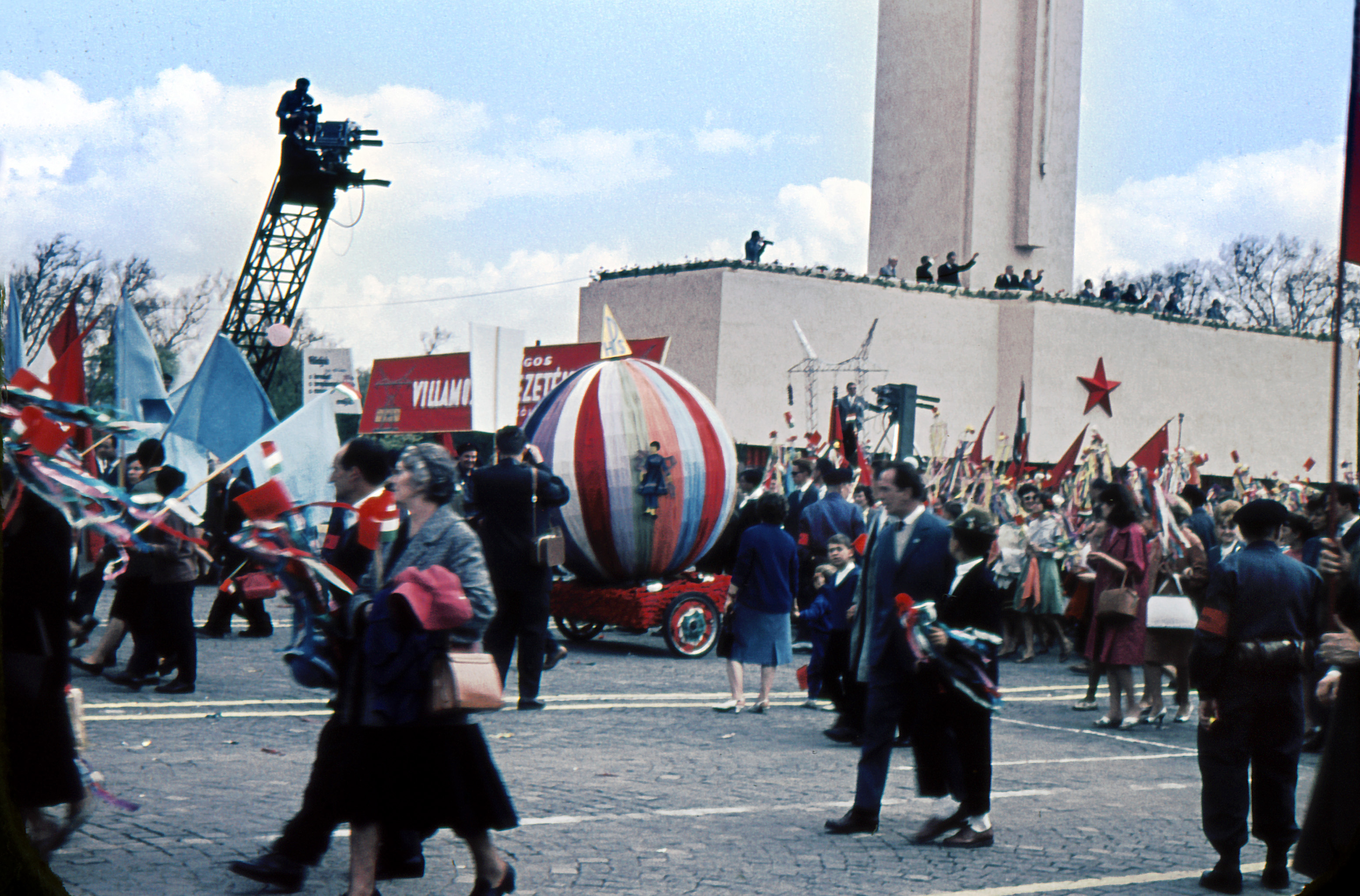
1957. május 1. Elindul a magyar televíziózás. Az első közvetítés a május 1-jei felvonulásról. A helyszínt karszalagos munkásőrök biztosították, vonulás közben lehetett csak fényképezni, megállni tilos volt. A – Sztálin-szobor talapzatából lett – tribün előtti fotó készítése csak a hivatásos fényképészek, a sajtó számára volt engedélyezve

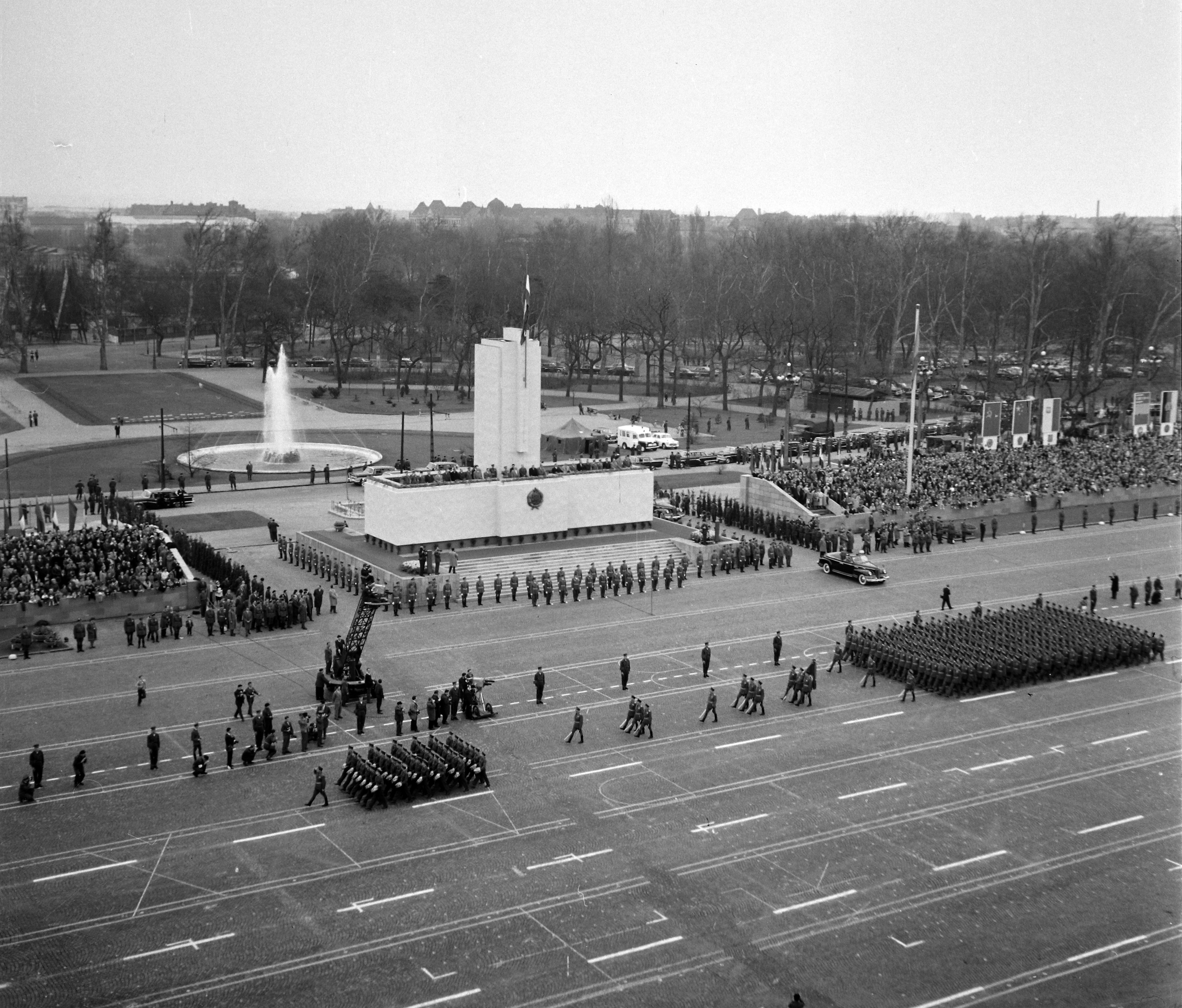
Katonai díszszemle a budapesti Felvonulási téren 1964. április 4-én

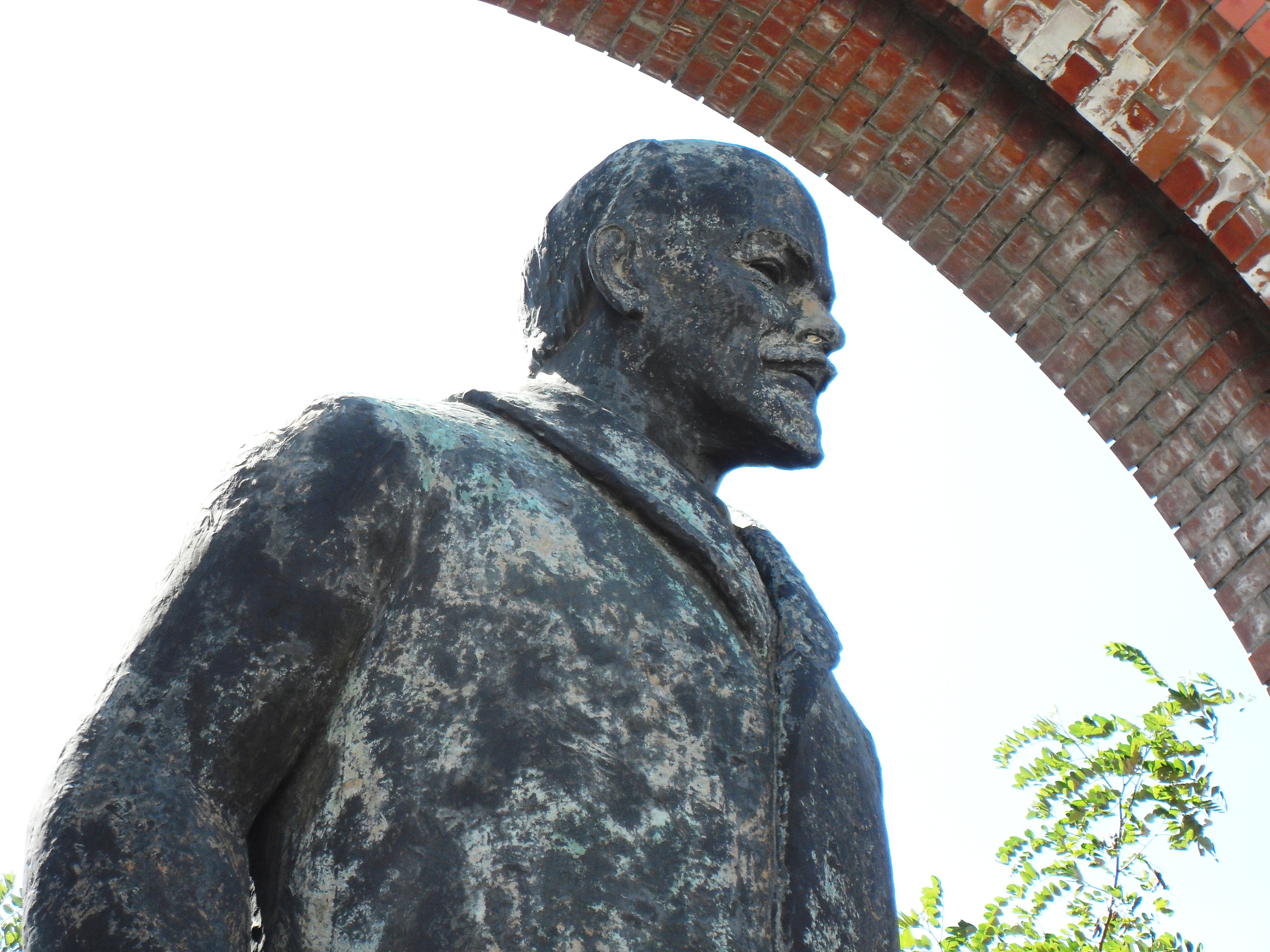
Pátzay Pál Felvonulási térre készült Lenin-szobrának részlete

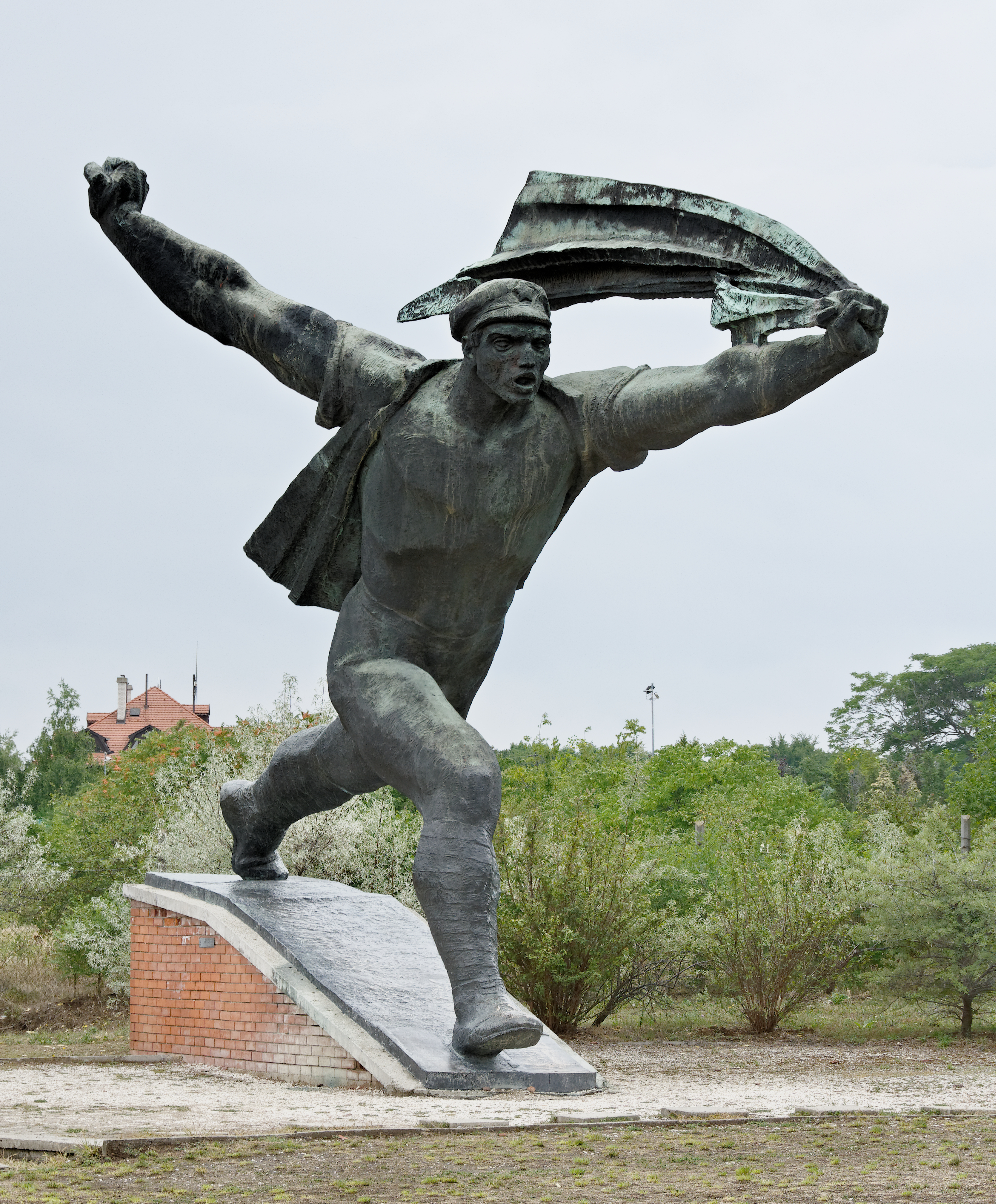
Az egykor a Felvonulási téren álló Tanácsköztársasági emlékmű

## A Sztálin-szobor és pusztulása
A végül nyolcméteresre növelt érckolosszus 9,30 méteres talapzaton állt – a közhiedelemmel ellentétben nem a Regnum Marianum-templom helyén, azaz a Damjanich utca, hanem a Városligeti fasor torkolatával szemben. A szobor bronzból, talapzata tatai vörös mészkőből készült. A talapzat domborművei csak 1953. május 1-ére készültek el. A cselekmény az alapzat hátsó részén kezdődött, ahol a hadba induló szovjet katona búcsúzott családjától, majd a harc és a felszabadulás jelenetein keresztül el lehetett jutni a Sztálinnak köszönhetően megkezdődő békés újjáépítés szimbólumáig, „a sport, a nevelés, a tudomány és a művészet újjáéledéséig”. „Némelyek az egyetlen jó Sztálin-szobornak tartották” – írja Szíj Rezső az alkotóról szóló könyvében. 1953-tól a tér e részét Sztálin térnek nevezték. A tervek között szerepelt, hogy a szobor két oldalára tribünsort építenek, tőle délre pedig a Műcsarnok ellenpontjaként felépül a Nemzeti Képtár.
1956. október 23-án a Felvonulási téren került sor a forradalom első tényleges, közös fellángoláson alapuló és később a leginkább szimbolikussá vált tettére: a Sztálin-szobor ledöntésére. Kopácsi Sándor, Budapest akkori rendőrfőkapitánya később a ledöntésre készülő tömegre utalva ezt mondta: „a tömeg szándéka nem keltett bennem félelmet, hiszen a Fővárosi Tanács már hónapokkal előbb tervet dolgozott ki a szobor áthelyezésére egy kevésbé látogatott helyre”. A talapzaton csak a szobor csizmája maradt; az erről készült fényképek megjelentek az 1956-os forradalmi eseményekről készült legtöbb sajtótudósításban. A helyszínt a tréfás pesti népnyelv ezután sokáig "Csizma térként" emlegette.

## 1957-től a rendszerváltásig
Az „ellenforradalom” utáni első május elsejét a Hősök terén rendezték, 1958-ra a szervezett események, nagyszabású felvonulások visszakerültek a Felvonulási térre, ahol a csizma eltávolításával párhuzamosan a Kádár János kormánya letakartatta a domborműveket, a talapzat árván maradt, kimagasodó részére pedig vörös csillag került. Ez így is maradt egészen a "felszabadulás" (kommunista hatalomátvétel) harmincadik évfordulójáig, 1975-ig, amikor újra átalakították az alépítményt: szétbontották a megviselt tatai mészkőburkolatot és carrarai márvánnyal és gránittal burkolták a tribünt. Ekkor tönkretették az eredeti, évtizedek óta eltakart domborműveket, kiváltva a szobrász, Mikus Sándor tiltakozását.
A Műcsarnoktól nem messze 1965. április 2-án avatták fel Vlagyimir Iljics Lenin szobrát, amelynek elkészítésével egy jóval korábban megnyert pályázat alapján Pátzay Pált bízták meg. A négyméteres szobor kétméteres talapzatra került, mögötte 17 méter magas, svéd gránittal burkolt pilon magasodott. Pátzay pedig még abban az évben megkapta második Kossuth-díját.
1969. március 21-én újabb szobrot avattak a téren, ez alkalommal a lerombolt Regnum Marianum-templom helyén. Kiss István 1957-ben mintázott szobrát a Tanácsköztársaság kikiáltásának 50. évfordulóján leplezték le. Akárcsak a Lenin-szobor avatásán, itt is Ilku Pál, az MSzMP Politikai Bizottságának póttagja, művelődésügyi miniszter mondott beszédet. Kiss Berény Róbert híres 1919-es plakátjának matrózalakját formázta szoborrá, „tudatos visszanyúlásként, történelmi idézetként” értékelve saját munkáját. A szobor talapzatát Hofer Miklós tervezte.
A Magyar Építőművészek Szövetsége 1964-ben írt ki tervpályázatot a Dózsa György út rendezésére. A fennálló építmények mellé hangversenytermet, Ifjúsági Házat és (az épp lebontott helyett új) Nemzeti Színházat terveztek. Konkrét tervek csak az utóbbira készültek, egy 1965-ös nemzetközi pályázat eredményeként, amelynek megosztott második díjasát, Hofer Miklóst és munkatársait (KÖZTI) bízták meg a tervezéssel. A színház tervezett párkánymagasságához igazodott a Lenin-emlék magassága, és később a tanácsköztársasági szobor mérete is. A Városligeti-fasor tengelyébe elképzelt épület képét az is meghatározta, hogy a lebontandó dísztribün helyett a színház terasza szolgált volna alkalmi pulpitusként az ország vezetői számára. Hofer és munkatársai húsz évig dolgoztak a színház tervein, mígnem a tervezése az 1980-as években új pályázatot írtak ki.
A Felvonulási téren az utolsó április 4-ei katonai díszszemlét 1985-ben, az utolsó május elsejei felvonulást pedig 1988-ban tartották. Az 1989-es MSZMP majálison rendezett szolidabb nagygyűlésen Kádár János helyett már Grósz Károly mondott beszédet.

## A tér 1989-2006 között
Az 1989-es rendszerváltást követően funkció nélkül maradt tribün burkolatát ismeretlen tettesek eltulajdonították és sokáig a csupasz vasbeton váza éktelenkedett a téren. 1991. június 28-30. között a szovjet csapatok kivonulását ünneplő Viszlát Iván! fesztivál rockkoncertje számára használták színpadként. A emlékezetes könnyűzenei eseményen fellépett többek között a Pál utcai fiúk együttes is. A romos tribünt ezután lebontották.
A téren álló szobrokat elszállították; később a budatétényi Szoborparkban kaptak végleges helyet. A Lenin-szobor talapzatát 1990 júliusában bontották el.
A Tanácsköztársasági emlékmű betoncsonkjára Keglevich István római katolikus pap vezetésével fakeresztet állítottak. A spirális talapzat mögötti zászlótartókra nagyméretű, fehér tábla került „Itt állt a Regnum Marianum templom. Rákosi Mátyás 1951-ben leromboltatta” felirattal. Ezt később újra cserélték, ennek szövege: „Itt állt a magyarok engesztelő temploma, a Regnum Marianum”. Az új felirat mellett az egykori templom vázlatos képe is látható. Az emlékhelyet 2000 novemberében néhány fiatal megrongálta: a keresztet elfűrészelték, a megmaradt csonkra vörös csillagot és a „Budapesti Felszabadító Gárda” feliratot mázolták.
1995-ben a kulturális miniszter által meghirdetett millecentenáriumi pályázatra Pauer Gyula tervezett Himnusz-szobrot a Felszabadulási térre.

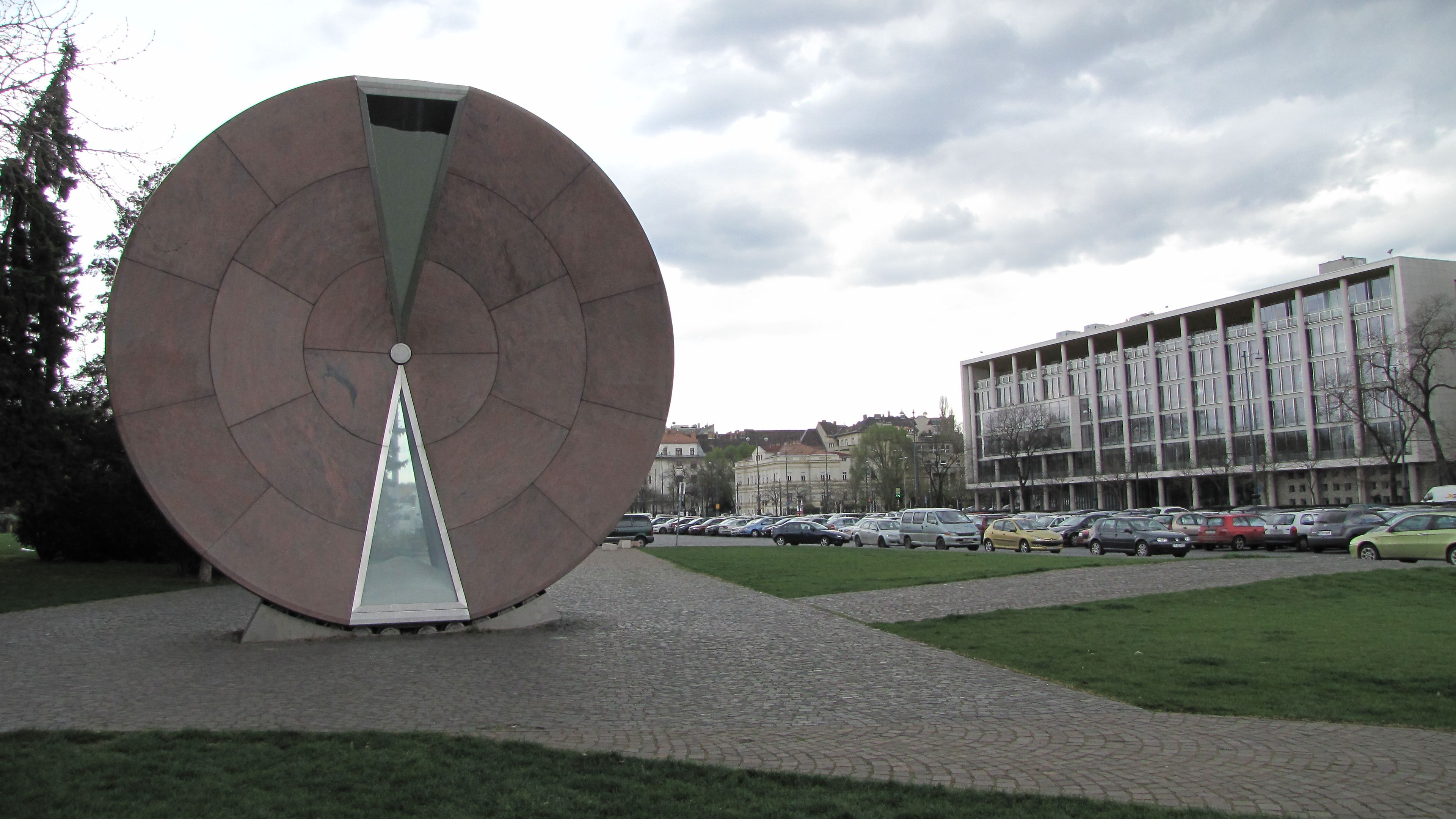
A 2004-ben felavatott Időkerék

2004. május elsején, Magyarország európai uniós csatlakozásának alkalmával avatták fel a tér első, a rendszerváltás után készült szobrát. A 330 millió forintba került Időkerék ötletgazdája Herner János, akit Janáky István építész segített a tervek kidolgozásában. A Felvonulási téri helyszínre tervezett kerék eredetileg hosszú sínpályán gördült volna a tér teljes hosszában, vizuálisan is érzékeltetve az idő múlását – ebből egy helyben álló, nyolc méter átmérőjű, két és fél méter széles tárcsa alakú homokóra lett. A hatvantonnás alkotásban levő 4,5 köbméternyi üveggranulátum pontosan egy év alatt pereg át az óra egyik feléből a másikba. Az alkotás szerkezete rozsdamentes acélból készült. Oldalát indiai gránit borítja, az óra-részre ütésálló üvegen keresztül lehet betekinteni. A granulátum pergését a mű közepén elhelyezkedő számítógép vezérli. A szerkezet később többször meghibásodott. 2007-ben a Kincstári Vagyoni Igazgatóság pályázaton hirdette meg az emlékmű kezelési jogát, miután azt a főváros már korábban visszautasította.

## Az 1956-os évforduló

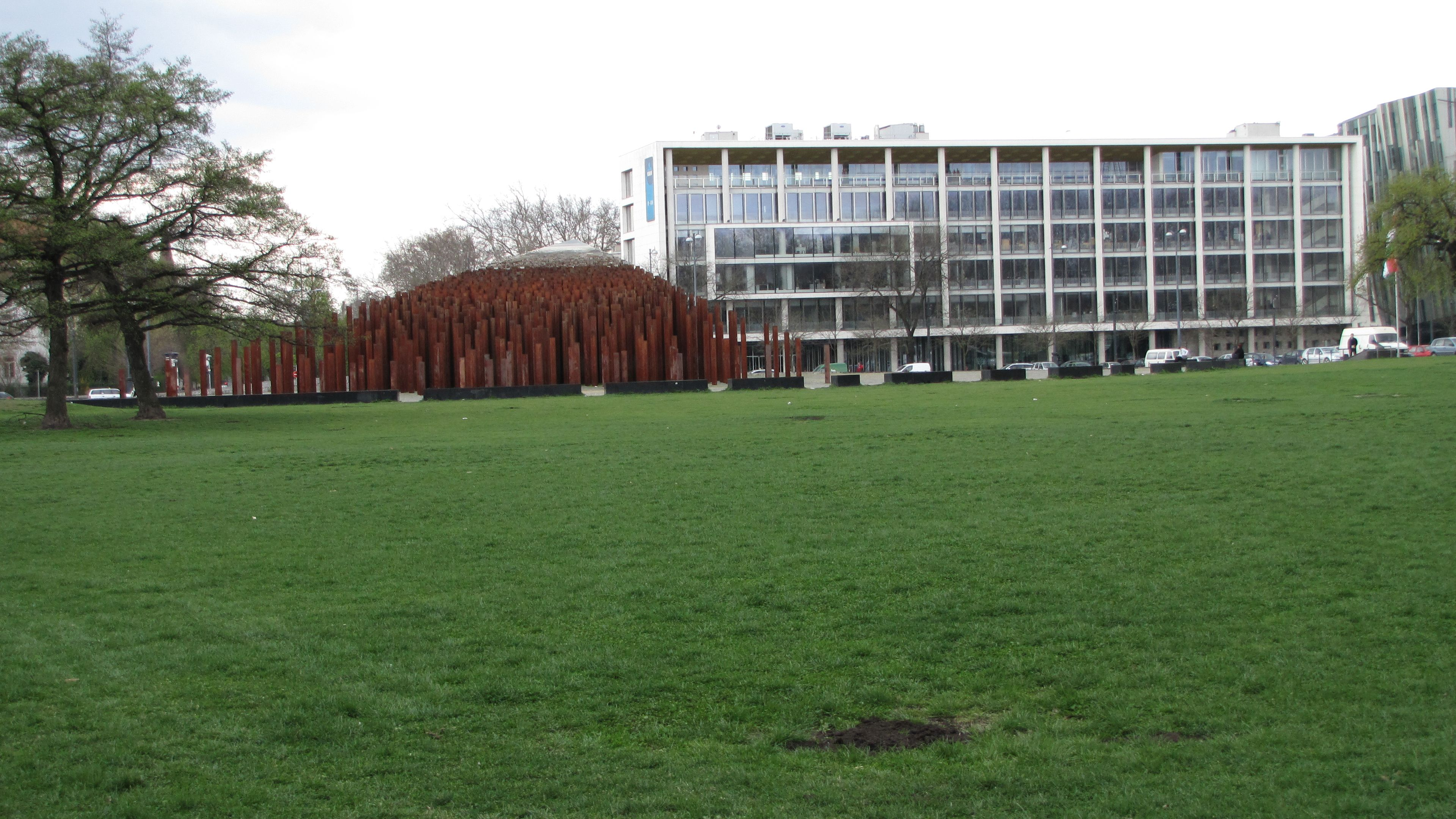
Az 56-os emlékmű a Városliget felől nézve (a háttérben az 1948-1950 között épült MÉMOSZ székház, 2001 óta Liget Center)

Az 1956-os forradalom központi helyszínén állítandó új emlékműre, az események 50. évfordulójára készülve nemzetközi pályázatot írtak ki. A bekerülési költséget 650 millió forintra tervezték. A legjobbnak az i-ypszilon alkotócsoport (Emődi-Kiss Tamás, György Katalin, Horváth Csaba, Papp Tamás) nonfiguratív tervét találta a neves szakemberekből és civil szervezetek képviselőiből álló zsűri. (A kihirdetett eredmény miatt számos 56-os szervezet tiltakozott. A kormányfő így a további 150 millió forintot biztosított egy másik alkotásra, ezt Csíkszentmihályi Róbert  munkájának eredményeként a Műegyetemnél állították fel.)
A városligeti emlékmű ék alakban összefutó fémoszlopokból áll. A Városligeti fasorral szemben, pontosan Sztálin egykori posztján elhelyezett alakzat a Dózsa György úttal 56 fokos szöget zár be. Az embermagasságból nyolcméteresre növekvő, rozsdásból kifényesedő vasoszlopok a cél érdekében egyesülni és összefogni képes magyarságot szimbolizálják, amely úgy törte meg a kommunizmus uralmát, ahogy az ék tükörszerűre csiszolt éle felhasítja a tér macskakő-burkolatát. Az emlékművet baloldalt magyarázó tábla és felhúzott lyukas lobogó egészíti ki.
A szobor és a tribün helyére 2006-ban állították fel a heves vitákat kiváltó, egyesekben szimpátiát keltő, másoknak viszont nem tetsző 1956-os központi emlékművet. A formája miatt az alkotást – a csizmákhoz hasonlóan – a tréfás pesti szleng rögtön el is nevezte „vaskefének”.
Az avatási ünnepség alkalmával Weinek Leonárd, Zugló polgármestere bejelentette, hogy a Felvonulási teret hivatalosan Ötvenhatosok terének nevezik át.

## Liget Budapest
2022-ben a Liget Budapest keretében a Ötvenhatosok terén, az ötvenhatos emlékmű két oldalán, az egykori parkolóterületen építették fel a Néprajzi Múzeum új épületét. Az épület egyszerű, íves formájú, 60%-a a térszint alatt helyezkedik el, tetején pedig zöldfelület található, mely közösségi térként szolgálja a látogatókat. A múzeumépület egyfajta kapuként is szolgál, hiszen itt találkozik a városi szövet a városligeti parkkal, itt léphetnek be az érdeklődők nemcsak a múzeumba, hanem a Városligetbe is.